# خوزه ماری باکرو
خوزه ماری باکرو اسکودرو فوتبالیست بازنشسته و سرمربی اهل اسپانیا است. او در حال حاضر هدایت خوآن اریش پرو را برعهده دارد. او بیشتر دوران بازیگریش را در رئال سوسیداد و بارسلونا گذرانده‌است.
او ابتدا فوتبالش را در پست مهاجم آغاز کرد اما بعد از مدتی به پست هافبک تهاجمی منتقل شد. او فوتبال حرفه‌ایش را از هفده سالگی آغاز کردو ۴۸۳ بازی انجام داده و ۱۳۹ گل در لالیگا به ثمر رسانده‌است. وی همچنین هجده جام به همراه تیم‌های مختلف به دست آورده‌است.

## تیم‌های باشگاهی

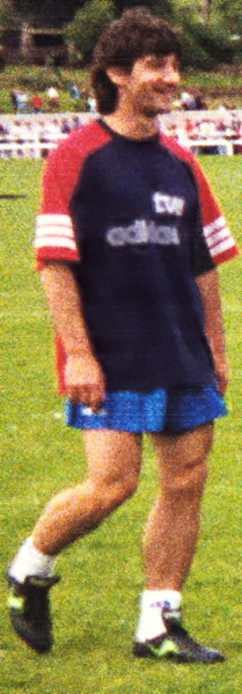
باکرو در حال تمرین برای اسپانیا در سال ۱۹۹۴

او در گویزوئتا، نابارا به دنیا آمد. او فوتبالش را در رئال سوسیداد آغاز کرد و اولین بازیش را در ۶ سپتامبر ۱۹۸۰ انجام داد، موقعی که هفده ساله بود. او بعد از اینکه حساب کار ۳ بر ۲ به سود والنسیا شد دوباره به نیمکت بازگشت.
باکرو در سال ۱۹۸۸ به بارسلونا پیوست موقعی که بازیکنانی همچون تکسیکی بگیریستین، لوییز لوپز رکارته و خوان سالیناس از اتلتیکو مادرید به بارسا آمده‌بودند که همچنین آن‌ها سابقه بازی در اتلتیک بیلبائو را هم داشتند. دو سال بعد بازیکن دیگری از سوسیداد نیز به نام آندونی گویکوئتسکا به بارسلونا ملحق شد. وی در بین سال‌های ۱۹۸۸ تا ۱۹۹۷ برای بارسلونا بازی کرد و توانست در همان چهار سال اول حضورش ۴۷ گل به ثمر برساند. او در ۱۸ نوامبر ۱۹۹۶ بعد از برد ۶ بر ۱ بارسا مقابل وایادولید اعلام بازنشستگی کرد اما بعد از مدتی به مکزیک رفت و برای تیم وراکروز بازی کرد؛ این در حالی بود که او از تیم‌های میدلزبورو و نورویچ سیتی نیز پیشنهاد داشت.
او بعد از بازنشستگی‌اش از فوتبال به مربیگری رو آورد و نتوانست در سال‌های ابتدایی مربیگریش موفقیتی کسب کند و حتی مدتی خود از عرصه مربیگری دور بود. او در سال ۲۰۰۹ به لهستان رفت و هدایت پولونیا ورشو را بر عهده گرفت و سپس یک سال بعد به لخ پوزنان رفت و توانست آن تیم را قهرمان لیگ لهستان کند. وی هم‌چنین توانست در مسابقات لیگ اروپا، به همراه تیمش منچستر سیتی را ۳ بر ۱ شکست دهد. او هم‌اکنون مربیگری باشگاه خوآن اریش را بر عهده دارد.

## سابقه ملی
او در ۱۴ اکتبر ۱۹۸۷ اولین بازی خودش را مقابل اتریش در مقدماتی یورو ۱۹۸۸ انجام داد.
باکرو سابقهٔ حضور در یورو ۱۹۸۸ را دارد و هم‌چنین در جام‌های جهانی ۱۹۹۰ و ۱۹۹۴ حضور داشته‌است.